# Au sud des nuages
Pour l’article homonyme, voir Au sud des nuages (ouvrage).
Au sud des nuages est un film suisse réalisé par Jean-François Amiguet, sorti en 2005.

## Synopsis
Adrien, 70 ans, vit seul en haut de son alpage. Ce Valaisan têtu parle peu mais lorsqu’il le fait, il est écouté avec respect. Cette année, Adrien et quelques-uns de ses amis décident de partir pour un long voyage vers la Chine. Seulement, quand se rallie au groupe le jeune neveu citadin, avec son enthousiasme de façade et sa langue bien pendue, Adrien se replie encore plus dans son mutisme. Au fil des péripéties et des rencontres, le voyage va prendre une tournure inattendue.

## Fiche technique
- Réalisation : Jean-François Amiguet
- Scénario : Anne Gonthier et Jean-François Amiguet
- Musique : Stimmhorn
- Photographie : Hugues Ryffel
- Montage : Valérie Loiseleux
- Production : Jean-Luc Michaux
- Société de production : Native, en coproduction avec Langfilm (Suisse), Zagora films SA (Suisse) et SFPC
- Société de distribution : Cinéma Public Films
- Format : couleur  - son Dolby SR
- Genre : comédie sentimentale
- Durée : 85 minutes
- Date de sortie :
  - France : 16 mars 2005

## Distribution
- Bernard Verley : Adrien
- François Morel : Roger
- Maurice Aufair : Léon
- Jean-Luc Borgeat : Willy Prolong
- Zoé : Lucien Prolong
- Jean-Pierre Gos : Jean-Noël, le vétérinaire
- Arlunzaya Tsogoo : Odma
- Delphine Crespo : Marie

## Distinctions
Au sud des nuages a reçu de nombreuses récompenses, notamment : 
- Prix de la jeunesse au Festival international du film de Locarno 2003
- Grand Prix du Festival d'Autrans 2004 (meilleur film)
- Gentiane d'Or du meilleur film au Festival de Trento 2004
- Grand Prix au Festival de montagne de Tegernsee 2004
- Grand prix au Festival de Kendal 2004
- Prix du cinéma de la ville de Zurich 2003
- Prix du cinéma suisse, Meilleur long métrage de fiction 2004.